# عجز الكولين استراز الكاذب
عجز الكولين استراز الكاذب أو نقص الكولين استراز الكاذب (بالإنجليزية: Pseudocholinesterase deficiency)‏ هو شذوذ وراثي يتميز بنقص إنتاج إنزيم الكولين استراز الكاذب في بلازما الدم. ويمكن أن يكون لدى الأشخاص المصابين بنقص هذا الإنزيم حساسية لبعض الأدوية المخدرة، بما في ذلك مرخيات العضلات مثل السكسنيل كولين وكلوريد ميفاكوريام وغير ذلك من مخدرات الإسترات الموضعية.

## الجماعات المتضررة

### آريا فيسيس
أظهرت الدراسات المتعددة التي أجريت داخل الهند وخارجها على حد سواء زيادة انتشار عجز الكولين استراز الكاذب بين مجتمع آريا فيسيس (بالإنجليزية: Arya Vysyas)‏. وأظهرت دراسة أجريت في ولاية تاميل نادو الهندية في كويمباتور على 22 رجلاً وامرأة من هذا المجتمع أن 9 منهم يعانون من عجز الكولين استراز الكاذب، مما يمكن ترجتمه إلى معدل انتشار يزيد 4000 مرة عن مثيله في السكان الأوروبيين والأمريكيين.

### اليهود الفارسيون
يُمثل عجز الكولين استراز الكاذب (حساسية التخدير) حالة وراثية متنحية (أي لا تظهر إلا بالحصول جيني الصفة، واحدا من كل أب)، يشيع ظهورها في سكان اليهود العرب والفارسيين. ومن المعروف أن واحداً من كل 10 يهود فارسيين لديه طفرة في الجين تسبب في هذا الاضطراب، وبالتالي فإن واحداً من كل 100 زوج سوف يحمل الجين الطافر وسيكون لكل واحد من أطفاله فرصة 25٪ لحصوله علي الجنين الطافرين (وهو أمر لازم حتي يتم توريث الصفات المتحنية من الآباء للأبناء). هذا يعني أن هناك واحدًا بين كل 400 يهودي فارسي متأثر بهذه الحالة.

## الآثار
تتباين التأثيرات حسب نوع الدواء المعطى. فعندما يُعطي أطباء التخدير جرعات قياسية من هذه الأدوية المخدرة لشخص لديه عجز في الكولين استراز الكاذب، فإن المريض يعاني من شلل طويل في عضلات الجهاز التنفسي، الأمر الذي يتطلب فترة طويلة يجب خلالها تهوية المريض ميكانيكياً. وفي نهاية المطاف يتلاشي تأثير الشلل العضلي لهذه الأدوية على الرغم من نقص الإنزيم. وإذا ما تم إبقاء المريض على جهاز التنفس الصناعي حتى تعود وظيفة التنفس لطبيعتها، فإن الخطر على المريض يتضائل.
بسبب كون عجز الكولين استراز الكاذب نادر الحدوث في عامة السكان، فإنه يتم تجاهله أحيانًا عندما لا يستيقظ المريض بعد الجراحة. وإذا حدث ذلك ، فهناك مضاعفات كبيرة يمكن أن تنشأ. أولاً ، قد يكون المريض مستيقظًا لكنه مشلولًا، في حين يحاول الطبيب تحديد سبب عدم استجابة المريض. ثانيا، يمكن إزالة أنبوب التنفس قبل أن يكون المريض قويا بما فيه الكفاية للتنفس بشكل صحيح، مما قد يتسبب في توقف التنفس.
هذا الشذوذ الإنزيمي هو حالة حميدة إلا إذا كان الشخص المصاب يتعرض لعوامل دوائية تثير هذه الحالة.

## المضاعفات
المضاعفات الرئيسية الناجمة عن عجز الكولين استراز الكاذب هو احتمال فشل في الجهاز التنفسي كنتيجة للشلل العصبي العضلي الناجم عن السكسنيل كولين.
كما أن الأفراد الذين يعانون من عجز الكولين استراز الكاذب يمكن أن يكونوا أيضا في خطر متزايد من ردود الفعل السامة، بما في ذلك الموت القلبي المفاجئ، المرتبط باستخدام الكوكايين.

## مآل المرض
يأخذ توقع التعافي بعد إعطاء السكسنيل كولين مآلا ممتازًا عندما يشتمل الدعم الطبي على إجراءات المراقبة عن قرب ودعم الجهاز التنفسي.
أما في الظروف غير الطبية حيث يتعرض الأشخاص الذين يعانون من عجز الكولين استراز الكاذب إلى الكوكايين، فقد يتسبب ذلك في الموت القلبي المفاجئ.

## تثقيف المريض
يُمكن للمريض الذي يعاني من عجز الكولين استراز الكاذب المعروف ارتداء سوار ينبه الطبيب من خطر إعطاء السكسنيل كولين.
كما قد يقوم هؤلاء المرضى أيضًا بإخطار الآخرين من أسرهم الذين قد يكونون عرضة لحمل واحد أو أكثر من جينات مرض عجز الكولين استراز الكاذب.
بجانب تجنب العقاقير التي تحتوي على سكسنيل كولين، ميفاكوريام (تستخدم في باسط العضلات)، بيلوكاربين، بوتريل كولين، بروكائين.

## اختبار
يمكن تشخيص هذه الحالة الموروثة عن طريق اختبارات دم، فإذا كان نشاط الكولين ستراز الكلي في دم المريض منخفضًا، فقد يشير ذلك إلى وجود شكل غير معتاد للإنزيم، مما يعرض المريض لخطر الحساسية للسوكساميثونيوم والأدوية ذات الصلة.

## وصلات خارجية
http://ghr.nlm.nih.gov/condition/pseudocholinesterase-deficiency
http://rarediseases.info.nih.gov/gard/7482/disease/resources/1
http://emedicine.medscape.com/article/247019-overview